# Hartmut Böhm
Hartmut Böhm (* 19. April 1938 in Kassel; † 26. Dezember 2021) war ein deutscher Objektkünstler und Hochschullehrer.

## Leben
Hartmut Böhm wurde 1938 in Kassel geboren. 1958–1962 studierte er an der Hochschule für Bildende Künste in Kassel, unter anderem bei Arnold Bode. Während dieser Zeit entstand sein erstes systematisches, weißes Relief. Nach seinem Studium schloss er sich 1965 der Künstlerbewegung Neue Tendenzen an.
1969 und 1970 war Hartmut Böhm Gastdozent an der Hochschule für Bildende Künste Kassel. Ab 1973 hatte er eine Professur an der Fachhochschule Dortmund inne.

## Werk
Sein Werk zeichnet sich durch seine thematische Stringenz sowie durch eine seltene Logik seiner Entwicklung über mehr als fünf Jahrzehnte aus. Böhms Arbeiten verdanken sich stets einer klaren Systematik, die auf mathematischen und geometrischen Grundlagen basiert und die jederzeit vom Betrachter nachvollzogen werden kann. Dabei erzielen die Werke dynamische und bisweilen verwirrende Wirkungen, die in einem charakteristischen Spannungsverhältnis zur Klarheit ihrer Struktur stehen.
Auf dem Feld der minimal-konzeptuellen Kunst nimmt Hartmut Böhm eine eigenständige Position ein. Seit den 1960er Jahren arbeitete er wegweisend und mit großer künstlerischer Innovationskraft an deren grundlegenden Themen, wie der Sichtbarmachung universeller Gesetze, Ordnungen und Systeme. Die künstlerische Übertragung dieser Zusammenhänge in Zeichnungen, Objekte und dreidimensionale Werke hat sein vielgestaltiges Werk geprägt. Dabei sind eine intensive Beobachtung der dinglichen Welt, ein ganz eigener Blick auf die Beschaffenheiten von Materialien und Techniken, sowie deren künstlerische Kombinationen, persönliche Grundlagen seiner Arbeit. So verleiht er seinen Werken neben inhaltlicher und rationaler Klarheit sowohl ausgeprägte ästhetische Qualitäten als auch eine sinnliche Anmutung.
Böhm hat seit Beginn der 1960er Jahre sein Werk in zahlreichen Einzelausstellungen im In- und Ausland gezeigt. Er war außerdem in den maßgeblichen internationalen Gruppenausstellungen zur konstruktiven und kinetischen Kunst sowie zur Lichtkunst beteiligt.
2009 wurde Hartmut Böhm in die Stiftung für Konkrete Kunst und Design Ingolstadt aufgenommen. Seit 2019 wird mit Unterstützung der Stiftung Kunstfonds an der Werkverzeichnung des Künstlers gearbeitet.

## Mitgliedschaften
- 1965 Mitglied der Künstlergruppe Neue Tendenzen
- 1977 Mitglied im Deutschen Künstlerbund[5]
- 1992 Mitglied des International Artists Board des Artists Museum, Lodz
- 1994 Mitglied des Internationalen Künstler Gremiums (IKG)

## Preise und Auszeichnungen
- 1975 Kunstpreis der Stadt Gelsenkirchen (zusammen mit Jiri Hilmar)
- 1990 Camille Graeser-Preis, Zürich

## Einzelausstellungen (Auswahl)
- Galerie Fischer-Steinhardt, Frankfurt, 1967/68
- KasselerKunstVerein, Kassel, 1987
- Van Reekum Museum Apeldoorn, 1990
- Wilhelm-Hack-Museum, Ludwigshafen am Rhein, 1990
- Szenenwechsel "Raum", Museum für Konkrete Kunst, Ingolstadt, 2006
- Muzeum Chelmskie w Chelmie, 2008
- RAUM SCHROTH im Museum Wilhelm Morgner, Stiftung Konzeptuelle Kunst, Soest, 2021–2022

## Werke in öffentlichen Sammlungen (Auswahl)
- Galerie Mueller-Roth, Stuttgart[6]
- Aargauer Kunsthaus, Aarau, Schweiz
- Städtische Galerie Villa Zanders, Bergisch Gladbach
- Museum für Konkrete Kunst, Ingolstadt
- Galerie Hoffmann, Friedberg
- Kunstsammlungen der Ruhruniversität Bochum
- Bartha Contemporary, London[7]
- Museum Abteiberg, Mönchengladbach
- Museum gegenstandsfreier Kunst, Otterndorf
- Sammlung Deutsche Bank[8]
- Kunstmuseum Reutlingen, Reutlingen[9]
- Stiftung Konzeptuelle Kunst mit Sammlung Schroth, Soest
- Sammlung Andreas Dombret, Bad Homburg